# 清水武雄
清水 武雄（しみず たけお、1943年 - ）は、日本の英文学者・教育学者である。2009年3月に群馬大学教育学部英語教育講座教授を退官した。2023年、瑞宝中綬章受章。
物理学者で、日本物理学会初代会長の清水武雄とは同姓同名の別人である。

## 略歴・人物
- 1943年　　東京都にて出生。
- 1967年3月　早稲田大学文学部英文学科卒業。
- 1969年3月　早稲田大学大学院文学研究科英文学科修了。 文学修士となる。
- 1969年 - 1970年　鹿児島短期大学助手。
- 1970年 - 1971年　鹿児島短期大学講師。
- 1971年 - 1982年　九州歯科大学講師。
- 1982年 - 1983年　九州歯科大学助教授。
- 1983年 - 1991年　群馬大学助教授。
- 1991年 - 2009年　群馬大学教授。

## 研究分野
アメリカ文学
- 文学作品におけるテクスト構造

## 著書・論文

### 著書
- 『リチャード・ライトの小説:呑み込む「母なるもの」への恐怖』 （南雲堂『フェニックスを求めて:英米小説のゆくえ』、1982年）
- 『英語英文学新潮1988-89版（〈壁〉の現出:「ぼくの親戚モリヌー少佐」）』 （ニューカレントインターナショナル『英語英文学新潮1988-89年版』、1988年）
- 『英語英米文学新潮1987版（〈壁〉の構築:"Wakefield""The Minister's Black Veil"）』 （ニューカレントインターナショナル、1987年）
- 『失楽の群像:アメリカ短篇小説(1830-1930)』 （ニューカレント インターナショナル、1989年）
- 『話題源・英語』 （東京法令出版、1989年）
- 『英語英米文学新潮1990』（カースン・マカラーズ「木・石・雲」:E・フロムの「愛」の学説を礎材として） （ニューカレント インターナショナル「英語英文学新潮 1990年版」、1990年）
- 『河上道生教授退官記念論集（E・A・ポー「樽詰めのアモンティリャード」:循環的復讐劇としての解釈試論）』 （河上道生教授退官記念論集刊行委員会、1992年）
- 『安らかに眠りたまえ:英米文学短編集』 （海苑社、1998年）
- 『情報展開の基本:能率と効果』 （リーベル出版、1999年）
- 『「山月記」をよむ』 （三省堂書店、2002年）

### 論文
- 『日英翻訳におけるThemeについて』　群馬大学教育学部紀要（人文社会科学編） （大学・研究所等紀要、2002年）
- 『パラグラフ内における同一指示対象の特定の濃淡』　群馬大学教育実践研究 （2003年）
- 『有標の同一指示表現：N.ホーソーンの短編』　群馬大学教育学部紀要 （2004年）

など

## 所属学会
- 日本アメリカ文学会
- ナサニエル・ホーソーン協会
- 日本機能言語学会
- 日本英語表現学会